# Belfer (film)
Belfer (ang. The Substitute) – amerykański film sensacyjny z 1996 roku w reżyserii Roberta Mandela. Wyprodukowany przez Orion Pictures. Film doczekał się kontynuacji filmów Belfer 2 (1998), Belfer 3: Zwycięzca bierze wszystko (1999) oraz Belfer: Przegrana nie wchodzi w grę (2001).
Światowa premiera filmu miała miejsce 19 kwietnia 1996 roku. W Polsce premiera filmu odbyła się 25 października 1996 roku.

## Opis fabuły
Nauczycielka Jane Hetzko (Diane Venora) zostaje pobita przez ucznia. Narzeczony kobiety, najemny żołnierz Jonathan Shale (Tom Berenger), zatrudnia się w szkole. Odkrywa, że placówką rządzi siatka handlarzy narkotyków, a na jej czele stoi sam dyrektor. Jonathan wypowiada wojnę gangowi.

## Obsada
- Tom Berenger jako Jonathan Shale / James Smith
- Ernie Hudson jako dyrektor Claude Rolle
- Diane Venora jako Jane Hetzko
- Marc Anthony jako Juan Lacas
- Glenn Plummer jako pan Darrell Sherman
- Cliff De Young jako Matt Wolfson
- William Forsythe jako Hollan
- Raymond Cruz jako Joey Six
- Sharron Corley jako Jerome Brown
- Luis Guzmán jako Rem
- Richard Brooks jako Wellman